# Danh sách chuỗi cửa hàng kem

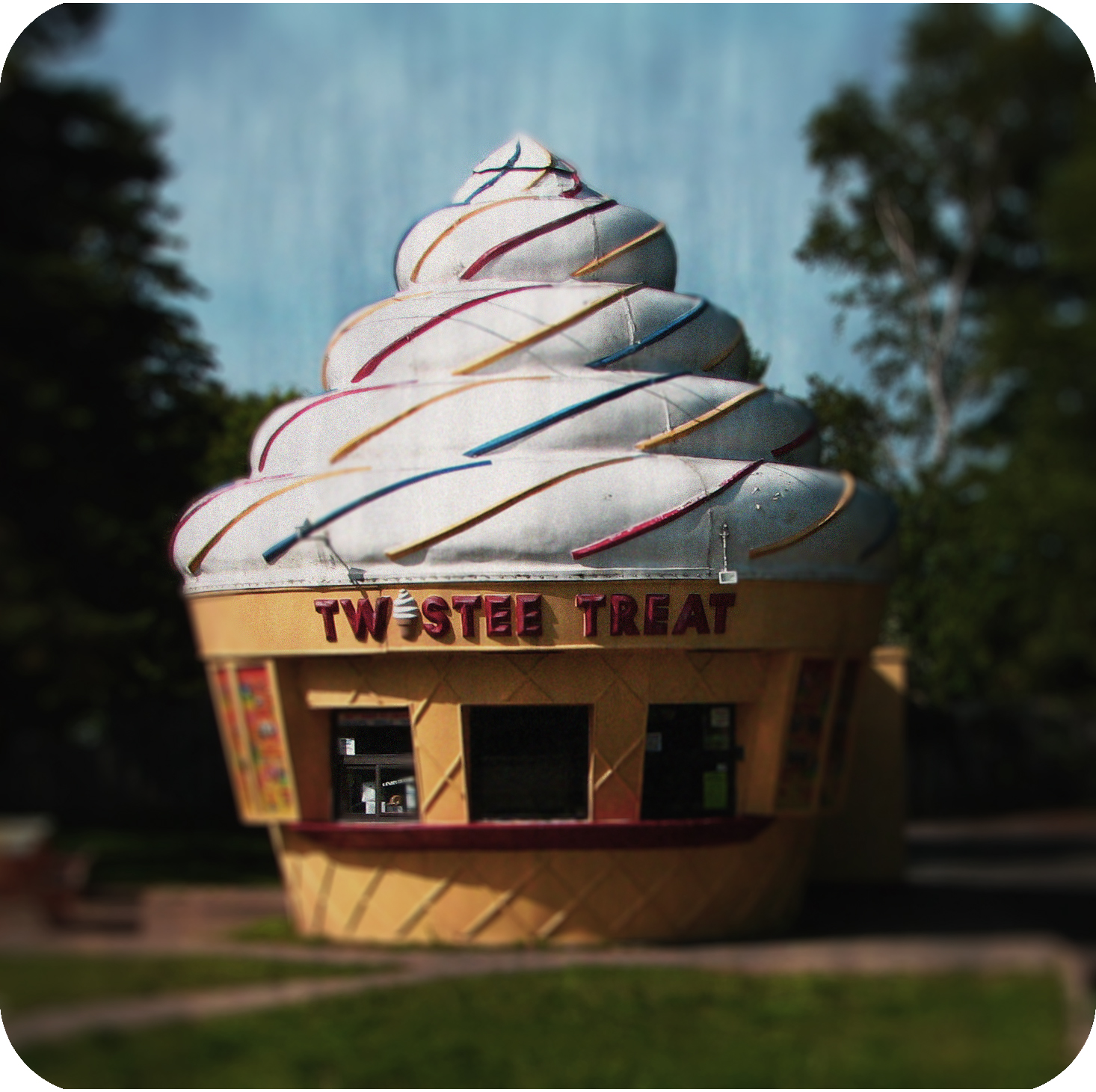
Một cửa hàng kem trong hệ thống Twistee Treat ở Minden, Ontario

Đây là một danh sách "các chuỗi cửa hàng kem đáng chú ý". Các cửa hàng kem là nơi bán kem lạnh, gelato, sorbet và sữa chua đông lạnh cho người tiêu dùng. Kem thường được bán dưới dạng thông thường, còn gọi là kem cứng, gelato và kem mềm, thường được chứa và phân phối bởi một máy kem.

## Chuỗi cửa hàng kem
Đây là một danh sách chưa hoàn tất, và có thể sẽ không bao giờ thỏa mãn yêu cầu hoàn tất. Bạn có thể đóng góp bằng cách mở rộng nó bằng các thông tin đáng tin cậy.
- Amorino
- Abbott's Frozen Custard
- Amy's Ice Creams
- Andy's Frozen Custard
- Angelo Brocato's
- Australian Homemade
- Bakdash
- Baskin-Robbins
- Beacon Drive In
- Ben & Jerry's
- Berthillon
- Big Gay Ice Cream
- Blue Bell Creameries
- Braum's
- Brigham's Ice Cream
- Brooklyn Ice Cream Factory
- Bruster's Ice Cream
- Cadwalader's Ice Cream
- Carl's Ice Cream
- Carvel
- Ciao Bella Gelato Company
- Cold Rock Ice Creamery
- Cold Stone Creamery
- Coolhaus
- Coppelia
- Cows Creamery
- Culver's
- Dairy Queen
- Emack & Bolio's
- Farrell's Ice Cream Parlour
- Fentons Creamery
- Fosters Freeze
- Four Seas Ice Cream
- Freddy's Frozen Custard & Steakburgers
- Friendly's
- G&D's
- Giolitti
- Good Times Burgers & Frozen Custard
- Graeter's
- Grido Helado
- Häagen-Dazs
- Handel's Homemade Ice Cream & Yogurt
- Happy Joe's
- Herrell's Ice Cream
- High's Dairy Store
- Jeni's Splendid Ice Creams
- KaleidoScoops
- Kopp's Frozen Custard
- Lappert's
- Lares Ice Cream Parlor
- Laura Secord Chocolates
- Llaollao
- MADO
- MaggieMoo's Ice Cream and Treatery
- Marble Slab Creamery
- Margie's Candies
- Mauds Ice Creams
- Max and Mina's
- Meadows Frozen Custard
- Menchie's Frozen Yogurt
- Mikey Likes It Ice Cream
- Mr Whippy
- Natural Ice Cream
- New Zealand Natural
- Newport Creamery
- Oberweis Dairy
- Paletería La Michoacana
- Penn State University Creamery
- Rita's Italian Ice
- Salt & Straw
- San Francisco Creamery
- Sanders Confectionery
- Sarris Candies
- Shake Shack
- Shake's Frozen Custard
- Sonic Drive-In
- Sprinkles Ice Cream
- Steve's Ice Cream
- Strickland's Frozen Custard
- Swensen's
- TCBY
- Tastee-Freez
- Ted Drewes
- Toscanini's
- Tropical Sno
- Twistee Treat
- Vic's Ice Cream
- Wendy's Supa Sundaes
- Wheeler's Frozen Dessert Co.
- Whitey's Ice Cream

## Không còn hoạt động
- Bresler's Ice Cream
- Jahn's